# Världscupen i skeleton 2014/2015
Världscupen i skeleton 2014/2015 är en internationell tävling bestående av flera mindre tävlingar i skeleton och bobsleigh. Säsongen började i Lake Placid, USA, den 8-13 december 2014 och avslutades i Sotji, Ryssland, den 10-15 februari 2015. 
Världsmästerskapen hölls den 23 februari - 8 mars 2015. Tävlingarna arrangerades av FIBT.
Världscupen i bob 2014/2015 kördes parallellt med denna och hade samma tävlingsschema.

## Kalender[1]
| Plats           | Datum                        |
| --------------- | ---------------------------- |
| Lake Placid     | 8-13 december 2014           |
| Calgary         | 15-21 december 2014          |
| Altenberg       | 5-11 januari 2015            |
| Königssee       | 12-18 januari 2015           |
| St. Moritz      | 19-25 januari 2015           |
| La Plagne       | 26 januari - 1 februari 2015 |
| Igls            | 2-8 februari 2015            |
| Sotji           | 10-15 februari 2015          |
| Winterberg (VM) | 23 februari - 8 mars 2015    |